# آلما (کالیفرنیا)
آلما، کالیفرنیا (به انگلیسی: Alma, California) یک شهر متروکه در ایالات متحده آمریکا است که در شهرستان سانتا کلارا، کالیفرنیا واقع شده‌است.